# Cissus trilobata
Cissus trilobata är en vinväxtart som beskrevs av Jean-Baptiste de Lamarck. Cissus trilobata ingår i släktet Cissus och familjen vinväxter. Inga underarter finns listade i Catalogue of Life.